# Centropyge ferrugata
Centropyge ferrugata är en fiskart som beskrevs av Randall och Burgess 1972. Centropyge ferrugata ingår i släktet Centropyge och familjen Pomacanthidae. IUCN kategoriserar arten globalt som livskraftig. Inga underarter finns listade i Catalogue of Life.